# Numicia
Numicia är ett släkte av insekter. Numicia ingår i familjen Tropiduchidae.

## Dottertaxa tillNumicia, i alfabetisk ordning[1]
- Numicia albicans
- Numicia boulardi
- Numicia caenis
- Numicia canopa
- Numicia chiron
- Numicia creusa
- Numicia culta
- Numicia damocles
- Numicia decellei
- Numicia demoleon
- Numicia doleib
- Numicia dorsalis
- Numicia elisabethana
- Numicia fuscopicta
- Numicia ghesquierei
- Numicia gorgo
- Numicia herbida
- Numicia hulstaerti
- Numicia insignis
- Numicia lotis
- Numicia maenia
- Numicia memnon
- Numicia meridionalis
- Numicia merope
- Numicia mordax
- Numicia mubalensis
- Numicia ngouriensis
- Numicia nitida
- Numicia orphana
- Numicia punctula
- Numicia pyracmon
- Numicia rhodos
- Numicia roxana
- Numicia saegeri
- Numicia seydeli
- Numicia taenia
- Numicia talassio
- Numicia virescens
- Numicia viridis